# Đại hội thể thao các nước nhỏ ở châu Âu
Đại hội thể thao các tiểu quốc  châu Âu (Tiếng Anh: Games of the Small States of Europe) viết tắt là GSSE, là một đại hội thể thao tổ chức hai năm một lần. Được khởi xướng bởi San Marino, do Uỷ ban Olympic quốc gia của 9 nước nhỏ ở Châu tổ chức vào đầu tháng sáu hàng năm kể từ 1985, bao gồm các hạng mục của Thế vận hội Olympic.

## Các nước thành viên
Ban đầu, đại hội được thành lập bởi 8 nước, có thêm Montenegro gia nhập năm 2008. Các nước này đều có số dân ít hơn 1 triệu người (Ngoại trừ Cộng hoà Síp có số dân vượt 1 triệu kể từ sau 1985). Các nước thành viên gồm:
•  Cyprus
•  Andorra
•  Liechtenstein
•  Iceland
•  Malta
•  Luxembourg
•  Monaco
•  Montenegro
•  San Marino
Quần đảo Faroe đã từng tham dự, tuy nhiên, không giống với các thành viên khác, họ chỉ là một khu vực tự trị của Đan Mạch và không phải là thành viên của EOC.
Thành Vatican cũng từng được mong chờ tham dự đại hội nhưng đã hủy bỏ vì Đại dịch Covid 19 và dự kiến có mặt vào 2023.

## Các bộ môn thi đấu
Đại hội có hầu như đầy đủ các hạng mục theo tiêu chuẩn Olympic như Bơi lội, Cử tạ, Quần vợt,...